# رزهای هلیوگابال
رزهای هلیوگابال (انگلیسی: The Roses of Heliogabalus) یک نقاشی رنگ روغن بر روی بوم اثر نقاش هنرمند آکادمیک هلندی‌الاصل انگلیسی، لاورنس آلما-تادما می‌باشد که در سال ۱۸۸۸ طرح گردید. این نقاشی در حال حاضر به یک تاجر و مجموعه‌دار میلیاردر اسپانیایی - مکزیکی به نام خوان آنتونیو پرز سیمون تعلق دارد.

## زمینهٔ اثر
ابعاد این نقاشی تادما، ۱۳۲٫۷ × ۲۱۴٫۴ سانتیمتر (۵۲٫۲ × ۸۴٫۴ اینچ) می‌باشد. این نقاشی نشانگر یک گروه مهمان از سرزمین شام روم در یک مهمانی می‌باشد که در گردابی از گل‌های رز صورتی غرق گشته‌اند. گلبرگ‌های گل رز از سقف بالای سرشان در حال فروافتادن هستند، امپراتور روم، هلیوگابال در پشت سر آنها و بر روی یک سحن و سکوی بلند با لباس‌های طلایی‌رنگ و یک تاج یا کلاه نشسته، امپراتور و سایر مهمانانش در حال تماشای بازی زن‌هایی هستند که در گل‌های رز غوطه‌ور می‌باشند، یک زن نیز در حال نواختن ساز اولِس یا درشت نی در کنار ستون سنگ مرمر و در پس‌زمینه می‌باشد در حالی که پوست پلنگ مایندادس را به تن کرده، در نمای دورتر یک تندیس برنزی از دیونیسوس و لودویسی دیونیسوس بر فراز یک تپهٔ کوچک قرار دارند.
این نقاشی با مضمون و نمایش یک قسمت از زندگی امپراتور روم، بخشی از تاریخ خوش‌گذرانی قیصرها را به نمایش می‌گذارد که اقتباس شده از کتاب تاریخ قیصرها می‌باشد. این روایت در زبان لاتین با مضمون بنفشه و گل‌های دیگر تعریف گشته. برداشت شخصی تادما از خوش‌گذرانی امپراتور و مهمانش اما به شکل دیگر و با عناصر متفاوتی است از جمله تغییر گل بنفشه به گل رز. همینطور در نسخهٔ لاتین به داستان دیگری اشاره می‌شود که یک نظافت‌کار اتاق، در گردابی از گل‌های بنفشه که از سقف ریزان است مدفون می‌شود بدون اینکه قادر به سعود به بالا باشد